# Спящая Титания
Спящая Титания (англ. Titania Sleeping) — одна из наиболее известных ранних картин английского художника Ричарда Дадда (англ. Richard Dadd, 1817—1886). Создание картины в 1841 году воспринимается современными искусствоведами как начало формирования направления викторианской сказочной живописи.

## История создания и судьба картины
Картина создана художником в 1841 году одновременно с другой картиной на сюжет «Сна в летнюю ночь» — «Пак». В конце 1830-х годов Ричард Дадд возглавил группу художников под названием «Клика» («Clique»). Они преклонялись перед творчеством Уильяма Хогарта, писавшего серии картин на темы общественной и семейной морали, и Дейвида Уилки. Художники воспринимали себя как эскизный клуб. Они встречались один раз в неделю, чтобы писать картины на конкретную заданную тему (обычно на сюжеты из истории или литературных произведений), а затем обсуждали работы друг друга и дискутировали. Сами художники воспринимали подобную деятельность как отход от академического искусства к жанровой живописи. Именно к этому периоду относится «Спящая Титания» (1841). Группа просуществовала до 1843 года и прекратила существование после убийства Даддом своего отца и помещением его в психиатрическую лечебницу. Позднее, уже находясь в психиатрической лечебнице, Дадд снова обратился к сюжету этой пьесы Шекспира в картине «Спор: Оберон и Титания» (1854—1858).
Техника — масло, холст. Размер — 64,80 на 77,50 сантиметров.
Картина неоднократно была представлена на выставках: 1841 год в Королевской Академии художеств в Лондоне («Летняя выставка», экспонат № 207, здесь картина имела широкий успех и привлекла к художнику внимание лорда Томаса Филиппса, который предоставил Дадду средства для путешествия на Ближний Восток и в Египет), в Манчестере («Художественные сокровища Соединенного Королевства», 1857, экспонат № 477), в Лондоне, в Галерее Тейт в 1974 году («Поздний Ричард Дадд», 1817—1886, экспонат № 57). Также она была представлена на выставке «Victorian fairy painting» (Королевская Академия искусств в Лондоне, 13 ноября 1997 — 8 февраля 1998 года), в University of Iowa Museum of Art (Айова-Сити, 28 февраля — 24 мая 1998), в Художественной галерее Онтарио в Торонто (10 июня — 10 сентября 1998 года, № 23), на выставке посвящённой писателю Теодору Фонтане в Старой национальной галерее в Берлине 4 сентября — 29 ноября 1998 года, в Мюнхене в Новой Пинакотеке 18 декабря 1998 — 7 марта 1999, на выставке «Il était une fois Walt Disney» 16 сентября 2006 — 15 января 2007 годов в Galeries nationales du Grand Palais в Париже, а 8 марта 2007 — 24 июня 2007 года в Музее изящных искусств в Монреале.
Судьба картины прослеживается весьма последовательно: приобретена H. Фаррером на выставке в Королевской Академии в 1841 году, перепродана Сэмюэлю Эштону в 1857 году; от его потомка Томаса Эштона приобретена полковником С. Г. Уилкинсоном в 1960 году, затем перешла к мисс В. Р. Левайн, в собственности которой находилась примерно до 1975 года. 24 июня 1985 года на аукционе Christie’s перешла в руки Питера Нахума. В настоящее время находится в коллекции Лувра. Приобретена в 1997 году. Инвентарный номер — RF 1997 12.

## Сюжет и особенности картины
Картина иллюстрирует Aкт II (сцену 2) пьесы Уильяма Шекспира «Сон в летнюю ночь». Лес. Титания раздала поручения своим слугам («Составьте хоровод и пойте песни, потом на треть минуты удалитесь»), после чего приказывала им убаюкать себя («Теперь меня вы песней усыпите, а там скорей летите исполнять свои дела; я отдыхать здесь буду»). Эльфы поют песню («Баю, баюшки-баю! Баю, баюшки-баю! Чтоб ничто вредить не смело, чтоб царица здесь спала, Не страшась ни чар, ни зла! Ну, царица, почивай, мы поём тебе: „бай-бай!“») и разлетаются, оставив одного эльфа часовым при заснувшей королеве. Вслед за этим выйдет Оберон и выжмет волшебный цветок на глаза жены. Алый цветок «Любовь в праздности», в который когда-то попала стрела Купидона, обладает волшебными свойствами. Если смазать им веки спящего, то первый, кого он увидит, когда откроет глаза, станет его любимым.
У Дадда Оберон находится в тени пещеры, поджидая, когда Титания останется одна. «Спящая Титания» и «Пак» были двумя картинами, которые позволили Дадду создать себе репутацию «художника фей».
Центральная часть композиции задумана как спираль (или улитка), состоящая из существ небольшого размера, играющих на причудливых музыкальных инструментах, несколько наклонённая к поверхности плоскости картины, летучие мыши образуют арку над ней, справа — пещера, вдаль по тропе уходит вереница танцующих эльфов. Искусствоведы отмечают, что группа танцоров движется вниз с холма, что создаёт немного пугающее чувство, будто они движутся в пустоту другого измерения. Их удивление вызывают грибы-поганки, в большом количестве находящиеся на переднем плане у ног Титании и её подруг. Как и в других сказочных картинах художника, здесь создан автономный микромир, существующий исключительно на своих собственных условиях и в своём собственном контексте.
Хотя композиция картины принадлежит самому художнику, элементы её Дадд заимствовал из нескольких различных источников. Базовая структура (с основной группой на фоне пещеры) позаимствована из картины английского художника Даниэла Маклиса (англ. Daniel Maclise, 1806—1870) «Выбор Геркулеса» (англ. «The Choice of Hercules», около 1831), который использовал её достаточно часто и в других своих работах. Обрамление в форме дуги маленьких сверхъестественных существ происходит от спирали путти в этой картине. За эту картину Маклис получил золотую медаль за историческую живопись в Королевской академии живописи. Современными искусствоведами данная работа Маклиса обычно рассматривается как упражнение в академических образах и условностях. Даниэлю Маклису принадлежит и собственная картина на сюжет «Сна в летнюю ночь» Шекспира — «The Disenchantment of Bottom Act».
Титания и сопровождающие её лица рассматриваются искусствоведами как вариация на тему иконографии Рождества Христова. Стоящая с левой стороны на коленях фея копирует позу пастуха из картины Джорджоне «Поклонение пастухов». Титания близка к изображениям «Спящей Венеры», в частности к картине Джорджоне из Дрездена. Странные и изобретательные монстры в окружении летучих мышей во многом близки к работам Уильяма Блейка и Иоганна Генриха Фюсли. Особенно тесная параллель прослеживается исследователями с фантастическими образами Фюсли в картине «The Vision of the Mad House». Однако это только версия, так как картина эта из Галереи Милтон в настоящее время утеряна. Композиционное решение Дадд посчитал настолько удачным, что позже использовал в картине «На эти жёлтые пески сойдись» (англ. «Come Into these Yellow Sands») по шекспировской «Буре».

## Галерея

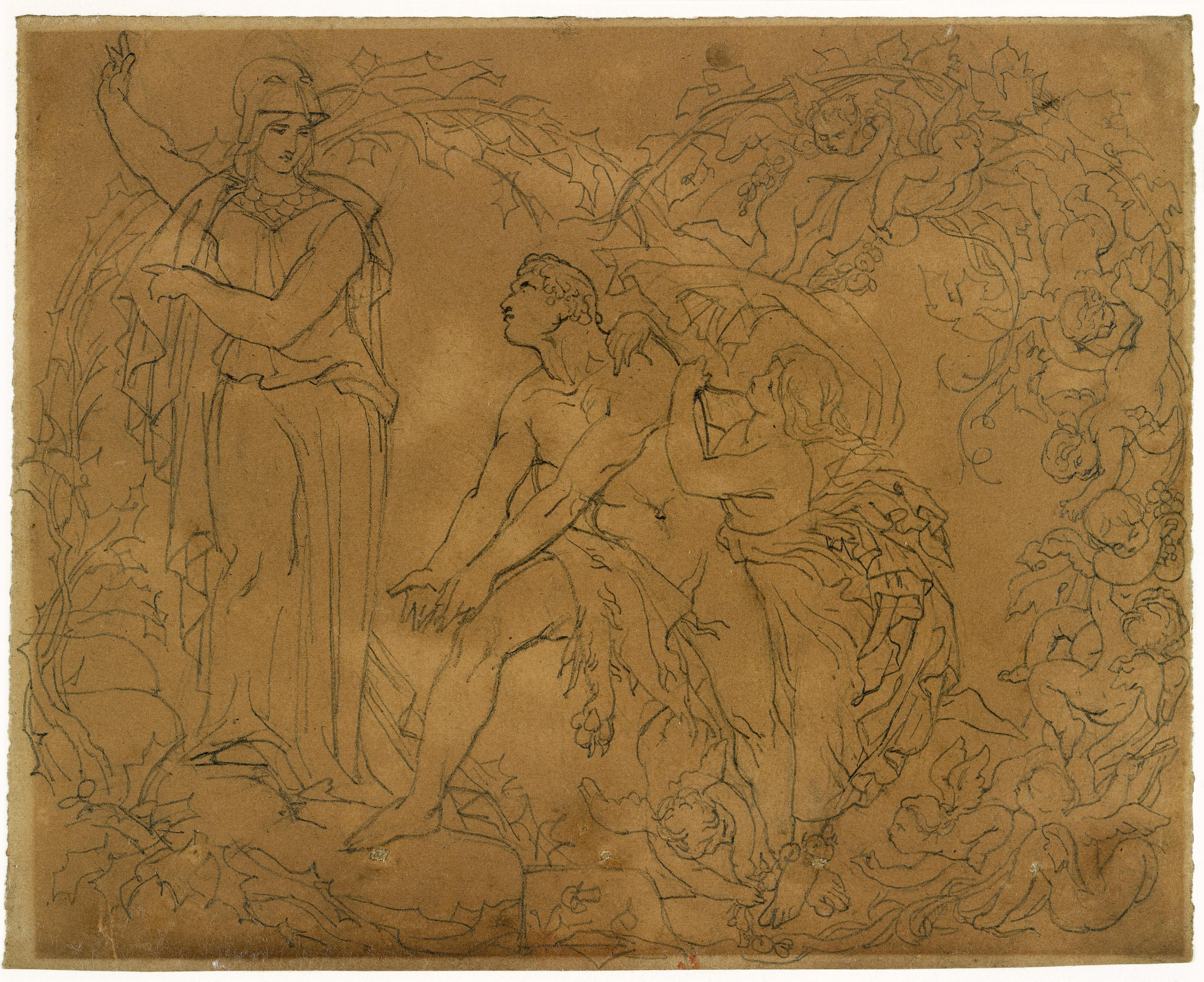
Даниэл Маклис. Выбор Геркулеса, около 1831. Рисунок
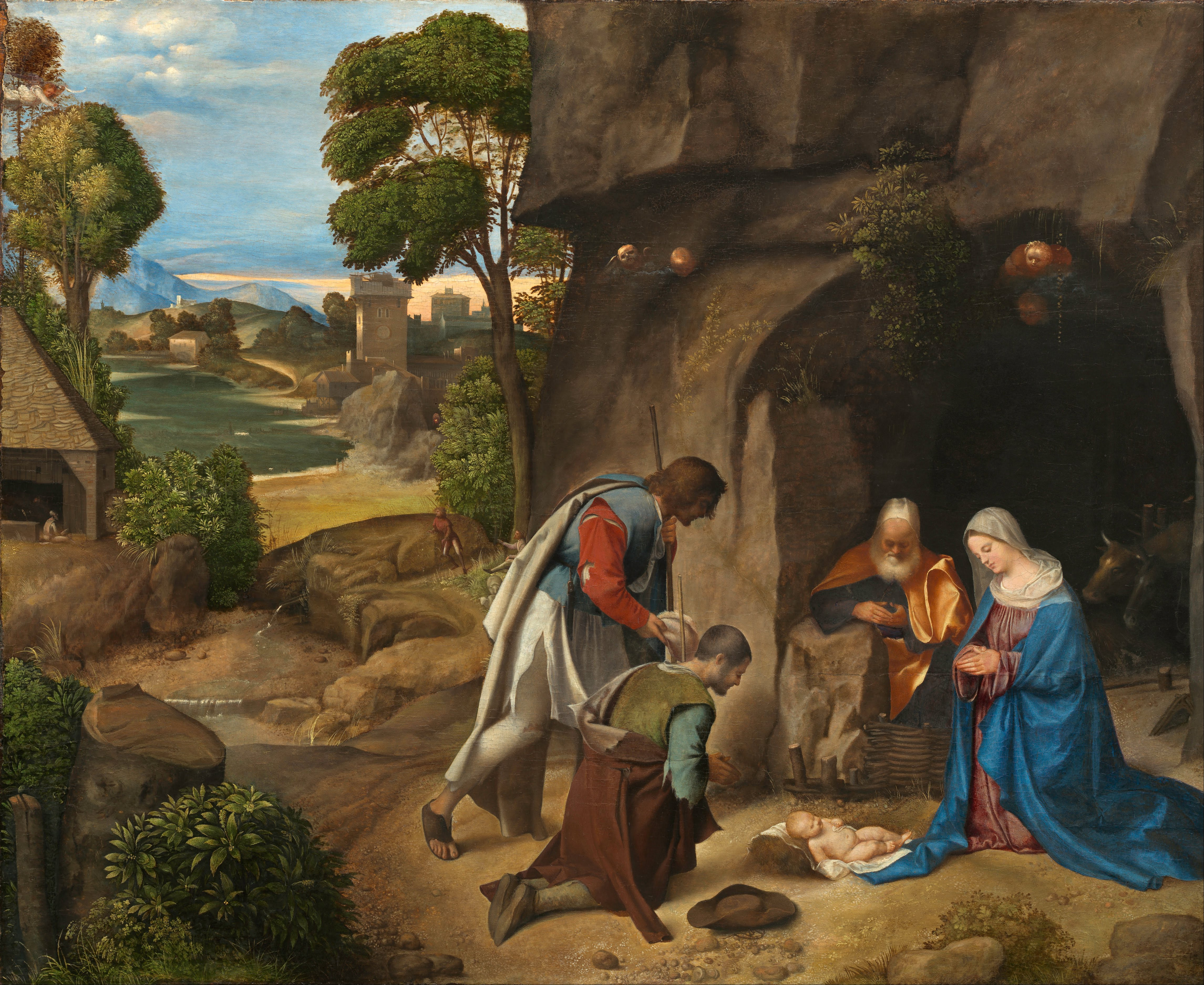
Джорджоне. Поклонение пастухов, 1505-1510
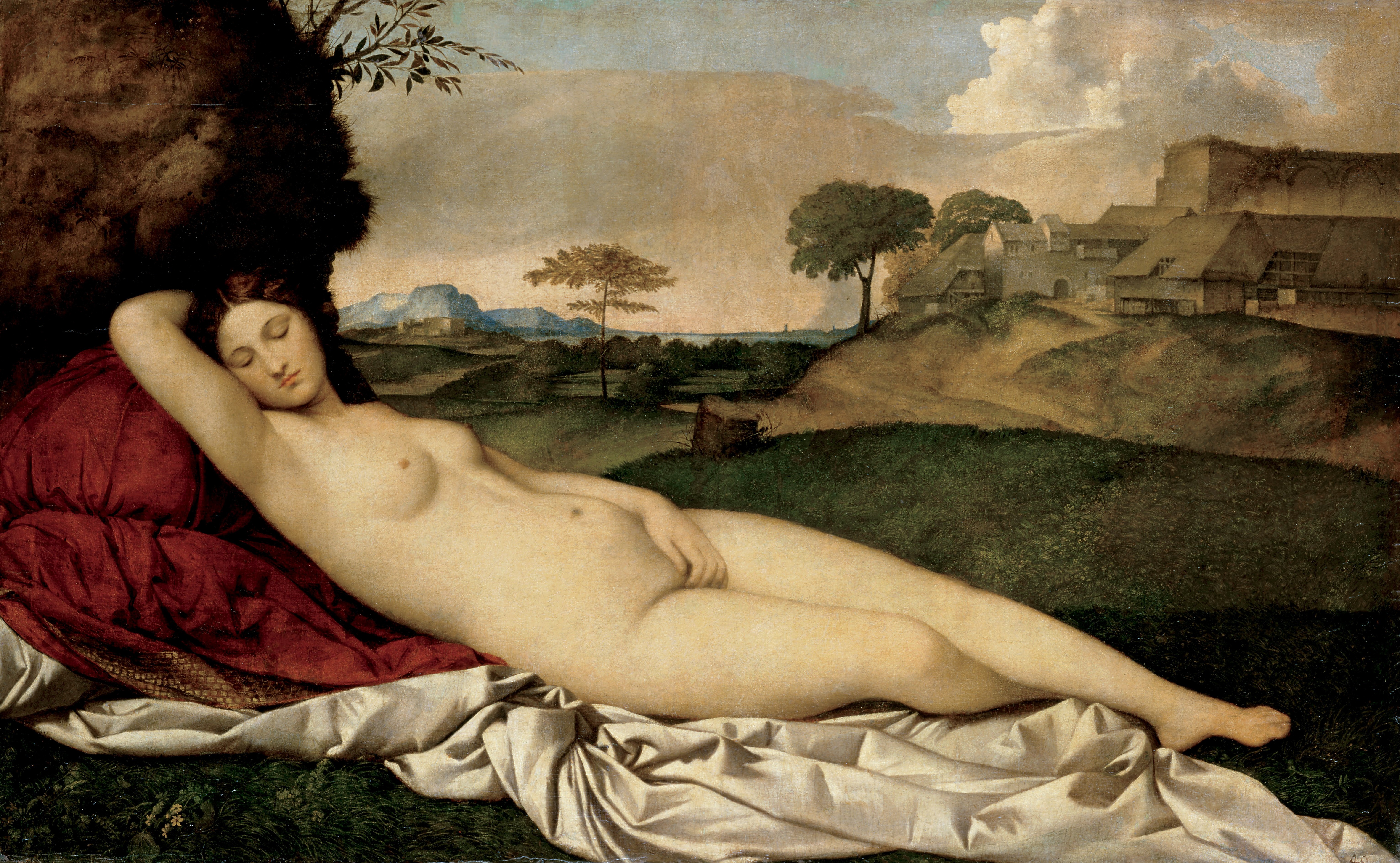
Джорджоне. Спящая Венера, 1510
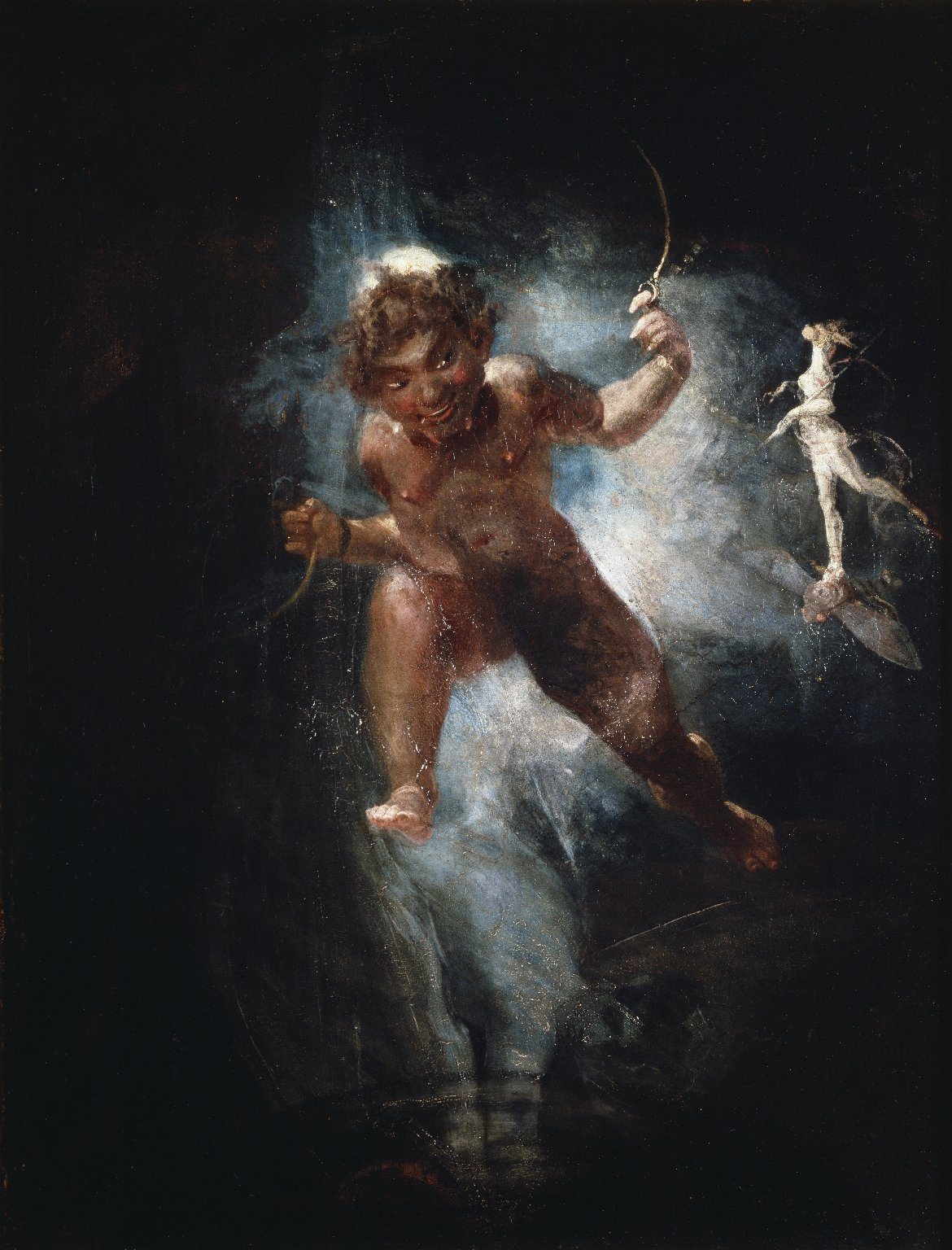
Иоганн Генрих Фюсли. Пак, 1810–1820